# Gajane Tschilojan
Gajane Tschilojan (armenisch Գայանե Չիլոյան, bei World Athletics Gayane Chiloyan; * 27. September 2000 in Jerewan) ist eine armenische Leichtathletin, die auf den Sprint spezialisiert ist. Bei einer Körpergröße von 1,64 m betrug ihr Wettkampfgewicht bei den Olympischen Spielen 2016 54 kg.
Gajane Tschilojan begann im Alter von neun Jahren mit Ballett, was ihr nicht gefiel. Mit zehn Jahren begann sie auf Vorschlag ihrer Tante für die Leichtathletik zu trainieren.
Bei den armenischen Meisterschaften 2015 in Artaschat lief sie am 28. Mai im 100-Meter-Lauf mit 11,54 s einen armenischen Rekord. Am nächsten Tag lief sie im 200-Meter-Lauf mit 23,16 s einen weiteren armenischen Rekord, mit dem sie sich für die Olympischen Spiele qualifizierte (die olympische Norm lag bei 23,20 s).
Bei den 1. Jugendeuropameisterschaften im Juli 2016 in Tiflis gewann sie mit 24,30 s den ersten Vorlauf und erreicht im Finale mit erneuten 24,30 s den sechsten Platz. Bei den Olympischen Spielen im August desselben Jahres in Rio de Janeiro startete sie als 15-jährige, sie war damit die jüngste armenische Teilnehmerin bei Olympischen Spielen. Sie schied dort im 200-Meter-Lauf mit 25,03 s im ersten Vorlauf aus. Bei den Leichtathletik-U18-Weltmeisterschaften 2017 in Nairobi wurde sie im 200-Meter-Lauf mit 24,64 s Erste beim ersten Vorlauf und belegte im Finale mit 24,64 s den achten Platz. Goldmedaillen gewann sie bei U20-Balkaniaden in Istanbul: 2017 mit 12,28 s im 100-Meter-Lauf sowie 2018 im 400-Meter-Lauf mit einer Zeit von 55,56 s.

## Persönliche Bestleistungen

### Freiluft
- 100-Meter-Lauf: 11,54 s am 28. Mai 2016 in Artaschat (ehemaliger armenischer Rekord)
- 200-Meter-Lauf: 23,16 s am 29. Mai 2016 in Artaschat (ehemaliger armenischer Rekord)
- 400-Meter-Lauf: 55,40 s am 9. Juni 2008 in Schaan (armenischer U20-Rekord)
- 4-mal-100-Meter-Staffel: 49,07 s am 10. August 2019 in Skopje
- 4-mal-400-Meter-Staffel: 3:57,76 s am 20. Juni 2021 in Limassol

### Halle
- 60-Meter-Lauf: 7,54 s am 21. Januar 2017 in Wanadsor (armenischer Rekord)
- 200-Meter-Lauf: 24,70 s am 18. Februar 2017 in Istanbul (armenischer Rekord)
- Weitsprung: 5,63 m am 16. Februar 2019 in Istanbul
- 4-mal-400-Meter-Staffel: 3:49:48 min am 27. Februar 2016 in Istanbul (armenischer Rekord)